# Доминикански рат за независност
Доминикански рат за независност је донео аутономију Доминиканској Републици од Хаитија 27. фебруара 1844. Пре рата, острво Хиспањола је било под окупацијом од стране хаићанске владе током 22 године, када је нова независна држава, тада позната као Република Шпански Хаити, нападнут од стране Хаитија у 1822. Раније позната као Генерална Капетанија Санто Доминго, креолска класа у земљи збацила је шпанску круну 1821. до уједињења са Хаитијем само годину дана касније.
У то време Хаити је био економски и војно моћнији и имао популацију од 8 до 10 пута већу од бивше шпанске колоније, и био најбогатија колонија у западној хемисфери пре револуције. Доминикански војни официри су се сложили да се споји нова независна нација, јер су тражили за политичку стабилност под председником Хаитија Жан-Пјером Бојером, и били су привучени богатством Хаитија и моћи у том тренутку. Међутим, због лошег управљања хаићанске владе, тешких војних сукоба и економске кризе Хаитија, тадашња влада постала је све више непопуларна, тако да је доминикански народ одлучио да насилно збаци хаићанску владу без компромиса.
Након победе у рату и истеривање хаићанске окупационе снаге из земље, доминикански националисти су се борили против низа покушаја инвазија од стране Хаитија што је још више учврстило независност од 1844. до 1856. Под командом владара Фаустина Солокија хаићански војници би радили непрекидне нападе у покушају да добију натраг контролу над територијом, али ти напори су били без успеха јер су Доминиканци одлучно победили сваку битку у даљем тексту. Од тада, доминиканско-хаићански односи су нестабилни.

## Позадина
Почетком 1800-их, колонија Санто Доминго, која је некада била седиште шпанске власти у Новом свету је била у свом најгорем суноврату. Шпанија је у овом тренутку била уплетена у Шпански рат за независност у Европи, и разне друге ратове како би задржала контролу над Америком. Како је Шпанија делила ресурсе међу својим глобалним интересима, Санто Доминго је постао занемарен. Овај период се назива Будаласта Шпанска ера.
Популација шпанске колоније имала је отприлике 80.000 и већина су били европски потомци и слободни људи мулати. Привреда плантажа Санто Доминга није посебно била развијена због недостатка ропске популације, за разлику од суседне државе Сеинт-Доминг (Хаити) где је било скоро милион робова.

### Прва Независност
Током овог периода Шпанска круна имала је мали или никакав утицај на колонију Санто Доминго. Неки богати сточари који су постали лидери, тражили су контролу и ред на југоистоку колоније где је постојао закон мачете над земљом. Почевши од 9. новембра 1821. бивши Генерални Капетан колоније, Хозе Нуњез де Касерес, под утицајем револуција око њега, одлучио је да збаци Шпанску владавину и донесе независност од шпанске владавине.

## Унификација Хиспањоле (1822—1844)
Група доминиканских политичара и официра војске изразила је интерес да уједине цело острво, тражећи политичку стабилност под Хаитијем, који је у то време био имућан и снажан. Хаити је био најбогатија колонија на западној хемисфери и познат као Бисер са Антила.
Хаићански Председник, Жан Пјер Бојер, водио је трећу војну кампању против Доминиканаца, овај пут је нашао на отпор, делимично због претходних инвазија, и због Хаићанске војне надмоћности у то време. Популација Хаитија је била 8:1 у поређењу са Доминиканском популацијом 1822.
Дана 9. фебруара 1822. године, Бојер је формално ушао у главни град, Санто Доминго, где је примљен од стране Нуњеза који му је уручио кључеве палате. Бојер је тада прокламовао: "Нисам дошао у овај град као освајач већ по вољи грађана". Острво је уједињено од рта Тибурон до рта Самане под владавином једне владе.
Евентуално Хаићанска влада је постала екстремно непопуларна кроз читаву земљу. Доминиканска популација је била незадовољна лошом владавином и неспособношћу као и јаким порезима. Земља је била под тешком економском кризом и морала да плати велики откуп Француској. Дуг је преузет од стране Хаитија како би платили своју сопствену независност од Европске нације.

### Отпор
Године 1838. Хуан Пабло Дуарте, образовани националиста, основао је покрет отпора звани Тринираија (тројство), заједно са Матијас Рамон Мељом, и Франциском дел Росарио Санчезом. Тако је назван скуп, јер су оригиналних девет чланова били организовани у ћелије од три особе. Те ћелије су регрутовале као посебне организације, под стриктном тајном, са мало или никаквог контакта између себе, како би минимализовали детекцију Хаићанских власти. Много регрута је пришло групи која је откривена и приморана да промени име у Филантропика, и наставила борбу против Хаићана.
Године 1843, догодила се револуција, радили су са Хаићанском Либералном Партијом како би збацили Председника Бојера. Међутим Тринитарци су задобили пажњу Бојерове замене, Чарлса Ривијера Хералда. Ривијер Хералд је заробио одређене Тринитарце и натерао Дуартеа да оде са острва. У изгнанству Дуарте је тражио подршку Колумбије и Венецуеле, без успеха.
Децембра 1843 покрет отпора је тражило од Дуартеа да се врати у земљу, јер су захтевали брзе исходе како Хаићани не би открили њихове планове. Како се Дуарте није вратио у фебруару, због болести, покрет отпора је одлучио да преузме акцију са вођством Франциска дел Росарио Санчеза, Рамон Матијас Меља, и Педро Сантане, богати сточар из провинције Сејбо, који је командовао приватном пешадијском армијом састављеном од особа који су радили на његовом имању.

## Рат Независности
Дана 27. фебруара 1844, од тада прослављан као Дан Независности Доминиканске Републике, покрет отпора је заузео тврђаву Озама у главном граду. Хаићански гарнизон који је освојен на препад, очигледно потпомогнут издајом стражара, повукао се бекством у нереду. За два дана сви Хаићански званичници су напустили Санто Доминго. Рамон Матијас Меља је био на челу привремене владе нове Доминиканске Републике. 14. марта, Дуарте се коначно вратио после болести и примљен је са почастима.
Дана 13. марта 1844, догодила се поново инвазија предводјена Хаићанским командиром Чарлс Ривијером Херардом, са три легиона Хаићанских војника укупно 20,000. Први напад вођен Жан Луиз Пјероом, ишао је преко Севера и нападао два града, Пуерто Плата и Лос Кабаљерос. Други напад водио је лично Председник са жељом да освоји Сан Хуан де ла Магуана и Азуа де Компостела. 
Трећи и финални напад, предвођен генералом Агустин Суфронтом, нападао је провинцију Нејба (ближе ка граници). Херардов циљ је био да раздвоји Доминиканске снаге. Они би прво напали Нејбу, и после би се Херард и Пјерот ујединили да нападну провинцију Азуа. Доминиканци, иако бројно у мањини, чврсто су заузели утврђења на стратешким тачкама са војском. Први већи напад познат као Битка Фуенте дел Родео, довео је до пораза Хаићанских снага.
Током следећих година, војне снаге Сантане наставиле су да бране Републику од свих Хаићанских напада, савладавши их у борбама 19. марта 30. марта битка Мемисо, и битка Пуерто Тортугеро. Битка Тортугеро је била прва поморска битка у Доминиканском Рату Независности, и догодила се 15. априла 1844, код провинције Азуа. Три Доминиканска једрењака предвођени командиром Хуан Баутиста Камбиасо, поразили су снаге три пловила Хаићанске морнарице.
Доминикански поморски командант Камбиасо, водио је три једрењака бомбардовајући са обале Тортугеро, провинција Азуа. Називи три једрењака су: Пандора, Ла Муће, и Ле Сигнифи. Камбиасо је одлучио да ангажује флоту, и после тешке ватре и тактичких маневара, поразио је непријатеља. Сва три непријатељска брода су потонула и скоро сви Хаићански морнари су погинули током битке и нема записа о преживелима. Вести о победи су се прошириле брзо и 23. априла 1844, Централна Влада је ауторизовала прикључење ова три једрењака у ново формирану Доминиканску морнарицу и командант Камбиасо је постављен за Адмирала. Хаићански присуство на мору је нестало током овог сукоба који је потврдио поморску надмоћност за нову нацију.
Почетком јула 1844, Дуарте је је постављен за председника Републике. Дуарте је прихватио али је затражио слободне изборе. Међутим, Сантанине снаге су заузели Санто Доминго 12. јула 1844, и поставили Сантану као владара Доминиканске Републике. Сантана је тада ставио у затор Мељу, Дуартеа, и Санчеза.
Дана 6. новембра 1844, Оснивачка Скупштина изнела је Устав, базиран на моделу Сједињених Америчких Држава, који је одредио поделу власти и законодавну извршну власт. Међутим, Сантана је додао члан 210, који му је дао неограничену власт током текућег рата против Хаитија. Рат се наставио током септембра месеца и у Новембру 1845 Хаићани су поражени на Естрељати и Белеру. Сантана је остао као председник до 1848, када је изгубио на изборима, мада је преузео власт Државним Ударом годину дана касније, када је Хаићански председник нападнут и поражен у биткама Ел Нумеро и Лас Карерас.

## Битке
Битка за Фуенте дел Родео ( 13. март 1844 )
Битка Кабеза Лас Мариас ( 18. март 1844 )
Битка за Азуа ( 19. март 1844 )
Битка за Сантиаго ( 30. март 1844 )
Битка за Ел Мемисо ( 13. април 1844 )
Битка за Тортугеро ( 15. април 1844 )
Битка за Естрељета ( 17. септембар 1845 )
Битка за Белер ( 27. новембар 1845 )
Битка за Ел Нумеро ( 19. април 1849 )
Битка за Лас Карерас ( 21. април 1849 )
Битка за Савана Ларга ( 24. јануар 1856 )